# Quidquid delirant reges plectuntur Achivi
Quidquid delirant reges, plectuntur Achivi è una locuzione latina, che tradotta letteralmente, significa «gli errori dei re sono scontati dai Greci».
La storia insegna che è sempre il popolo che deve scontare gli errori dei governanti e, in senso più generale, sono i subalterni che fanno da capro espiatorio per gli errori dei loro superiori.